# Tom Bokern
Tom Bokern (Saint Louis, 20 novembre 1946) è un ex calciatore statunitense, di ruolo attaccante e centrocampista.

## Carriera
Si forma nella rappresentativa calcistica della Saint Louis University, per poi passare ai St. Louis Kutis.
Nel 1969 viene ingaggiato dai St. Louis Stars, franchigia della North American Soccer League.
Nella stagione d'esordio ottenne il quarto posto in campionato. Nei due campionati seguenti non superò la fase a gironi della NASL.
Terminata l'esperienza con gli Stars, tornò ai Kutis, rimanendovi sino al 1974. Nel 2001 viene inserito nel famedio calcistico di Saint Louis.
Anche il fratello Jim è stato un calciatore professionista.